# 泰尔讷沃
泰尔讷沃（法語：Terre-Neuve，發音：[tɛʁ nœv] ⓘ）是海地阿蒂博尼特省格罗莫讷区的市镇，总面积176.83平方千米，2015年人口31252。